# Turó d'en Seriol
El Turó d'en Seriol, també escrit a voltes d'en Sariol, és una muntanya de 170 metres que es troba al municipi de Badalona, a la comarca del Barcelonès.